# Pieranica
Pieranica (lombardul: Pieràniga) település Olaszországban, Lombardia régióban, Cremona megyében. Lakosainak száma 1101 fő (2023. január 1.). Pieranica Capralba, Torlino Vimercati és Quintano községekkel határos.

## Népesség
A település lakossága az elmúlt években az alábbi módon változott:
| Lakosok száma | 1176 | 1168 | 1132 | 1101 |
|               | 2013 | 2017 | 2018 | 2023 |